# Ashley Cooper
Ashley John Cooper (Melbourne, 15 de setembre de 1936 − 22 de maig de 2020) fou un jugador de tennis australià.
En el seu palmarès hi destaquen quatre títols de Grand Slam individuals i quatre més en dobles. Tres dels quatres títols individuals els va aconseguir en la temporada 1958, i l'any següent va esdevenir professional. Va formar part de l'equip australià de Copa Davis diversos anys, i va guanyar l'edició de 1957. Va entrar a l'International Tennis Hall of Fame l'any 1991 i fou condecorat com a Oficial de l'Orde d'Austràlia (AO) per les seves contribucions al tennis.
Després de la seva retirada va formar part de l'estructura de desenvolupament de jugadors de tennis a Queensland durant gairebé cinquanta anys, i també va entrar al consell de directors de la federació australiana de tennis.

## Biografia
Es va casar amb Helen Mood el 2 de gener de 1959 a l'església St Paul's Presbyterian Church de Brisbane.
Va morir el 22 de maig de 2020 a causa d'una llarga malaltia.

## Torneigs de Grand Slam

### Individual: 6 (4−2)
| Resultat  | Núm. | Any  | Torneig                      | Oponent          | Marcador                 |
| --------- | ---- | ---- | ---------------------------- | ---------------- | ------------------------ |
| Guanyador | 1.   | 1957 | Australian Championships     | Neale Fraser     | 6−3, 9−11, 6−4, 6−2      |
| Finalista | 1.   | 1957 | Wimbledon                    | Lew Hoad         | 2−6, 1−6, 2−6            |
| Finalista | 2.   | 1957 | US Championships             | Malcolm Anderson | 8−10, 5−7, 4−6           |
| Guanyador | 2.   | 1958 | Australian Championships (2) | Malcolm Anderson | 7−5, 6−3, 6−4            |
| Guanyador | 3.   | 1958 | Wimbledon                    | Neale Fraser     | 3−6, 6−3, 6−4, 13−11     |
| Guanyador | 4.   | 1958 | US Championships             | Malcolm Anderson | 6−2, 3−6, 4−6, 10−8, 8−6 |

### Dobles: 7 (4−3)
| Resultat  | Núm. | Any  | Torneig                      | Parella          | Oponents                   | Marcador                |
| --------- | ---- | ---- | ---------------------------- | ---------------- | -------------------------- | ----------------------- |
| Finalista | 1.   | 1956 | Internationaux de France     | Lew Hoad         | Don Candy Robert Perry     | 5−7, 3−6, 3−6           |
| Finalista | 2.   | 1957 | Australian Championships     | Malcolm Anderson | Lew Hoad Neale Fraser      | 3−6, 6−8, 4−6           |
| Guanyador | 1.   | 1957 | Internationaux de France     | Malcolm Anderson | Don Candy Mervyn Rose      | 6−3, 6−0, 6−3           |
| Guanyador | 2.   | 1957 | US Championships             | Neale Fraser     | Gardnar Mulloy Budge Patty | 4−6, 6−3, 9−7, 6−3      |
| Guanyador | 3.   | 1958 | Australian Championships     | Neale Fraser     | Roy Emerson Robert Mark    | 7−5, 6−8, 3−6, 6−3, 7−5 |
| Finalista | 3.   | 1958 | Wimbledon                    | Neale Fraser     | Sven Davidson Ulf Schmidt  | 4−6, 4−6, 6−8           |
| Guanyador | 4.   | 1958 | Internationaux de France (2) | Neale Fraser     | Robert Howe Abe Segal      | 3−6, 8−6, 6−3, 7−5      |

## Palmarès

### Equips: 2 (1−1)
| Resultat  | Núm. | Data                                    | Torneig                          | Superfície | Equip                                     | Oponents                                                    | Marcador |
| --------- | ---- | --------------------------------------- | -------------------------------- | ---------- | ----------------------------------------- | ----------------------------------------------------------- | -------- |
| Guanyador | 1.   | 26 de desembre − 28 de desembre de 1957 | Copa Davis, Melbourne, Austràlia | Gespa      | Malcolm Anderson Neale Fraser Mervyn Rose | Barry Mackay Gardnar Mulloy Victor Seixas                   | 3−2      |
| Finalista | 1.   | 29 de novembre − 31 de desembre de 1958 | Copa Davis, Brisbane, Austràlia  | Gespa      | Malcolm Anderson Neale Fraser             | Butch Buchholz Barry Mackay Alex Olmedo Hamilton Richardson | 2−3      |

## Trajectòria

### Individual
| Australian Championships                                                                                                   | A | QF | QF | QF | G  | G  | A | 2 / 5 |
| Internationaux de France                                                                                                   | A | 2R | A  | SF | SF | SF | A | 0 / 4 |
| Wimbledon | A | 4R | 1R | 4R | F  | G  | A | 1 / 5 |
| US Championships | A | 2R | 3R | QF | F  | G  | A | 1 / 5 |
| Llegenda: G: Guanyador; F: Finalista; SF: Semifinalista; QF: Quarts de final; Q: Qualificació; A: Absent; RR: Round Robin; |   |    |    |    |    |    |   |       |